# Nacaduba ormistoni
Nacaduba ormistoni är en fjärilsart som beskrevs av Lambertus Johannes Toxopeus 1928. Nacaduba ormistoni ingår i släktet Nacaduba och familjen juvelvingar. Inga underarter finns listade i Catalogue of Life.